# Іпатіївський монастир

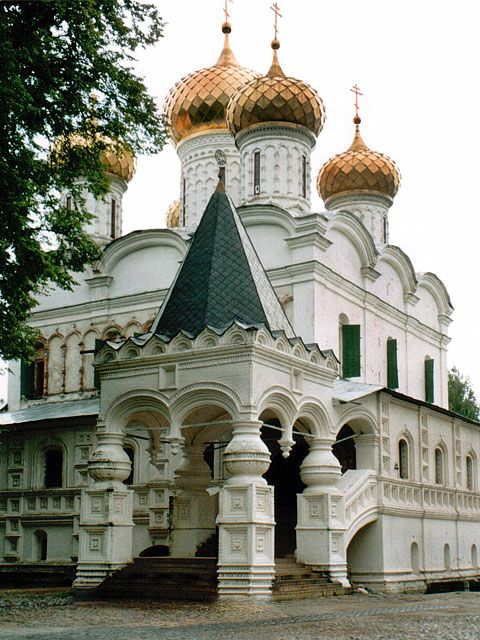
Троїцький собор Іпатіївського монастиря

Іпа́тіївський монастир (рос. Ипатьевский монастырь, Свято-Троицкий Ипатьевский) — монастир біля міста Костроми, між річками Волгою та Костромою.

## Історія
Храм заклав татарський мурза Чет, родоначальник роду Годунових, який утік із Золотої Орди до Івана Калити і прийняв у Москві християнство під ім'ям Захарія. Перша згадка про монастир у літописах — у 1432 році.
Після жовтневого перевороту, у 1918 році, монастир закрили, а його матеріальні цінності «націоналізували». 1958 року в Іпатіївському монастирі створили Костромський історико-архітектурний музей-заповідник. З листопада 1989 року — відновлений.
Територія монастиря складається з двох частин — Старого і Нового міста. Обидві ділянки обнесені високими кам'яними стінами. Старе місто має форму неправильного п'ятикутника. Центр монастиря — монументальний Троїцький собор і дзвіниця.
У монастирі поховані батько і мати Бориса Годунова, а також Іван Сусанін.
Архітектурний ансамбль монастиря включає такі пам'ятки:
- Троїцький собор (1650—1652), іконостас XVII—XIX ст., фресковий розпис (1654—1656), один з найкращих у Росії,
- Дзвіниця (1603—1605, перебудована наприкінці XIX ст.),
- Архієрейский корпус (XVI—XVIII ст.),
- Келарський корпус — «Палати бояр Романових» (XVI—XIX ст.),
- Братський корпус (XVI—XVIII ст., 1841),
- Келії на погребах (1568, 1593, 1732),
- Свічний і трапезний корпуси — (XVI—XVII ст., 1861),
- Богодільня (1672—1673, 1721—1722),
- Муровані стіни і вежі (1586—1590, 1621—1625, 1642).